# Гост (филм)
Гост (енгл. Host) је британски пронађени снимак-хорор филм из 2020. године редитеља Роба Севиџа и базиран на сценарију који су написали Севиџ, Џема Херли и Џед Шеперед. Главне улоге играју Хејли Бишоп, Џема Мур, Ема Луј Веб, Радина Драндова и Керолајн Ворд.
Филм Гост је објављен 30. јула 2020. године на стриминг услузи Shudder у Уједињеном Краљевству. Филм је објављен 4. марта 2021. године у биоскопима у Србији.

## Радња
Док су у карантину због пандемије ковида 19, група пријатеља одлучила је да одржава недељне Zoom позиве како би остали у контакту. За овонедељни позив Хејли је ангажовала медијума Сејлан да их води у сеансу. Један пријатељ, Теди, намерно напушта чет, јер га његова девојка Џини непрестано омета. Током сеансе једна од чланова, Џема, тврди да је успоставила контакт са пријатељем који је извршио самоубиство, Џеком, да би касније признала да је све било лажно након што је Сејлан искључена са позива. Преостали људи почињу да доживљавају чудне, застрашујуће појаве; Емина чаша се ломи, Хејлину столицу вуче невидљива сила и Керолајн у свом тавану види висећи леш.
Хејли успева да поново ступи у контакт са Сејлан и обавести је о свему што се догодило. Сејлан верује да је Џемина подвала могла призвати демонски дух, који је преузео маску „Џека”, и почиње да им даје упутства како да затворе сеансу. Дух ово прекида узрокујући више појава и Сејлан је поново искључена сапозива. Група верује да је искушење готово, Радина устаје и излази из собе несвесна да Аланово тело виси иза ње. Керолајнина вештачка позадина је прекинута док јој се лице разбија у камеру, због чега јој пада лаптоп. Емина камера приказује један од њених филтера на невидљивој фигури у дневној соби, лице се окреће и гледа Ему, плашећи је. Ема тада расипа брашно по поду, показујући трагове духа који долази према њој, наводећи је да се сакрије у својој соби. Радина покушава да побегне од куће након што Аланово тело падне испред ње, али је одмакне од врата и убије дух. Керолајн се затим види како непрестано разбија лице о сто, молећи за помоћ. Хејли и Џема се свађају, пребацујући кривицу једна на другу, након чега је Хејли повучена са екрана. Уплашена, Џема одмах напушта свој дом да би лично проверила Хејли. Теди се затим враћа позиву, само да би га дух напао (сада у облику зомбираног демона сличног лешу) и убио Џини, сломивши јој врат. Тедија тада онесвести и живог спали. Ема, сада једина особа која је још увек активна у позиву, пребацује камеру на врата своје собе. Она баци покривач, који слети на духа, показујући његову форму. Престрављена, Ема отвара свој прозор да побегне и падне до смрти. Тренутно није познато где се налази Керолајнин отац.
Џема стиже до Хејлиног дома, али је напада дух док се око ње дешавају други натприродни феномени. Успева да пронађе Хејли како се крије испод радног стола и пар покушава да побегне из куће помоћу блица Хејлине полароид камере како би осветлиле пут, само да би демонски дух напао њих две како истиче тајмер Zoom позива.
Филм се завршава листањем Хејлине листе Zoom учесника, откривајући заслуге свих који су на њему радили.

## Улоге
| Глумац          | Улога           |
| --------------- | --------------- |
| Хејли Бишоп     | Хејли           |
| Џема Мур        | Џема            |
| Радина Драндова | Радина          |
| Керолајн Ворд   | Керолајн        |
| Алан Емрис      | Алан            |
| Патрик Ворд     | Керолајнин отац |
| Едвард Лајнард  | Теди            |
| Џини Лофтхаус   | Џини            |
| Сејлан Бакстер  | Сејлан          |
| Џек Брајдон     | ноге            |
| Џејмс Свонтон   | дух             |